# Global Summit of Women
La Global Summit of Women es una cumbre internacional económica y empresarial sobre la situación de las mujeres convocada anualmente por el GlobeWomen Research and Education Institut con sede en Washington D.C. Conocida también como el "El Davos para mujeres"o "El Davos femenino" es un foro concebido como nexo entre mujeres líderes de todos los sectores -público, privado y organizaciones sin ánimo de lucro- centrado en el avance de las mujeres en el marco económico, pero también analiza el ámbito social y político. Entre sus objetivos, mejorar la situación de las mujeres en todo el mundo, acelerar su acceso a puestos de liderazgo, promover las oportunidades económicas de las mujeres y la investigación y el intercambio de experiencias de buenas prácticas a nivel mundial.
La primera edición del foro se celebró en 1990 en Canadá. La cumbre está presidida por Irene Natividad. En 2023, la reunión celebrada en Dubai reunió a más de 900 delegadas de 73 países del sector público y privado, miembros de gobierno, directoras ejecutivas de grandes empresas y corporaciones y sociedad civil. En 2024 se ha convocado en Madrid con el lema "Mujeres impulsando las economías del futuro".

## Políticas públicas y privadas de apoyo a las mujeres
En las reuniones de la Global Summit of Women uno de los focos es la presentación de datos sobre el progreso de la presencia de mujeres en los consejos de administración estudiados por países y regiones en todo el mundo. La CWDI (Corporate Women Directors International) del GlobeWomen Research and Education Institut, realiza informes anuales desde 1998.
Las mujeres siguen subrepresentadas en puestos de liderazgo y en consecuencia, en 2019 sólo el 24,7 por ciento de los puestos en los consejos de administración de las empresas de servicios financieros más grandes del mundo están ocupados por mujeres, según el estudio presentado en 2019 durante la Cumbre celebrada en Basilea.
En Europa la proporción de mujeres en puestos directivos es la más alta del mundo, con un 33,8 por ciento, lo que se justifica en el estudio por la cuota de mujeres introducida ya en 28 países. Francia ocupa el primer lugar entre los países individuales. 
Además de la insuficiente representación de las mujeres en los consejos de administración, son claves según los análisis las medidas que favorecen el avance de las mujeres en las empresas, como la inclusión de metas concretas de paridad, las bajas de paternidad pagadas también para los hombres o programas de mentores o patrocinio para dar más visibilidad a las mujeres se señaló en el Global Summit of Women de 2021 celebrado en Lisboa con el lema: El poder de las mujeres para transformar las economías 
La falta de visibilidad "es una de las mayores barreras que tienen las mujeres" en las empresas señala Margarita de Cos, que lideró la delegación española de la cumbre en Lisboa, el primer encuentro post-pandemia que analizó el impacto de la covid-19 en las mujeres, que tuvieron que compaginar el trabajo en remoto con el doméstico.  "En España estamos avanzando, pero al no tener cuotas formales estamos detrás de los países que sí las tienen".

## Premios
Desde 2004 se otorgan loas Global Women's Leadership Awards como reconocimiento a la trayectoria por aumentar las oportunidades para mujeres y niñas en todo el mundo.
- 2011. Ban Ki-moon. Secretario General de Naciones Unidas
- 2012. Roza Otunbayeva. Expresidenta de Kirguistán
- 2014 Viviane Reding. Comisión Europea para la Justicia, Derechos Humanos y Ciudadanía
- 2015 Phumzile Mlambo-Ngcuka. Directora ejecutiva de ONU mujeres
- 2018 Sheikh Hasina Wazed
- 2019 Muhammad Yunus, Fundador del Grameen Bank
- 2021 HRH Princesa Maha Chakri Sirindhorn
- 2022 Krisana Kraisintu profesora e investigadora farmacéutica de Tailandia
- 2023 H.R.H Sheikha Fatima bint Mubarak de Eminatos Árabes Unidos.

## Países y convocatorias anuales
Desde su primera reunión en Montreal en 1990 la Global Summit of Women se ha celebrado en más de 30 países. Cada reunión plantea un foco temático de debate.
- 1990 - Montreal, Canadá
- 1992 - Dublin, Irlanda. “New Vision of Leadership”
- 1994 - Taipei, República de China.  "Women’s Leadership in Politics”
- 1997 - Miami, USA. “Women’s Economic Empowerment”
- 1998 - Londres, Inglaterra “Women & The Global Market”
- 1999 – Buenos Aires, Argentina – “Women’s Economic Summit of the Americas”
- 2000 – Johannesburg, Sudáfrica – “Expanding Women’s Economic Literacy”
- 2001 – Hong Kong S.A.R., China
- 2002 – Barcelona, España – “Pivotal Issues Impacting Women’s Economic Development”
- 2003 – Marrakech, Marruecos – “Preventing Conflict Through Women’s Economic Development”
- 2004 – Seúl, Corea del Sur – “Leadership, Technology, Growth”
- 2005 – Ciudad de México, Mexico – “Leading the 21st Century Economy”
- 2006 – El Cairo, Egipto – “Redefining Global Leadership”
- 2007 – Berlín, Alemania – “The Global Marketplace:  Opportunities and Challenges”
- 2008 – Hanoi, Vietnam – “Women and Asia: Driving the Global Economy”
- 2009 – Santiago, Chile – “Setting New Paradigms for Business and Political Leadership”
- 2010 – Beijing, China – “Women at the Forefront of Change”
- 2011 – Estanbul, Turquía – “Women Bridging Solutions to the 21st Century”
- 2012 – Atenas, Grecia – “Women: The Engine of Economic Growth”
- 2013 – Kuala Lumpur, Malaysia – “Women: Creating New Economies”
- 2014 – París, Francia – “Women: Redesigning Economies, Societies”
- 2015 – Sao Paulo, Brasil: “Creative Women – Creative Economies”
- 2016 – Varsovia, Polonia: “Women: Building and Inclusive Economy in the Digital Age”
- 2017 – Tokio, Japan: “Beyond Womenomics: Accelerating Access”
- 2018 – Sídney, Australia: “Women: Creating Economies of Shared Value”
- 2019 – Basel, Suiza: “Women: Redefining Success”[13]
- 2021 – Lisboa, Portugal: “Women: Transforming Economies”[14][15]
- 2022 – Bangkok, Tailandia: “Women: Creating Opportunities in the New Reality” [16][17]
- 2023 – Dubai, Emiratos Árabes Unidos: “Women: Leading a New Climate of Change”
- 2024 – Madrid, España: "Women:Energizing Economies of the Future"[18]